# Freia (Schokolade)

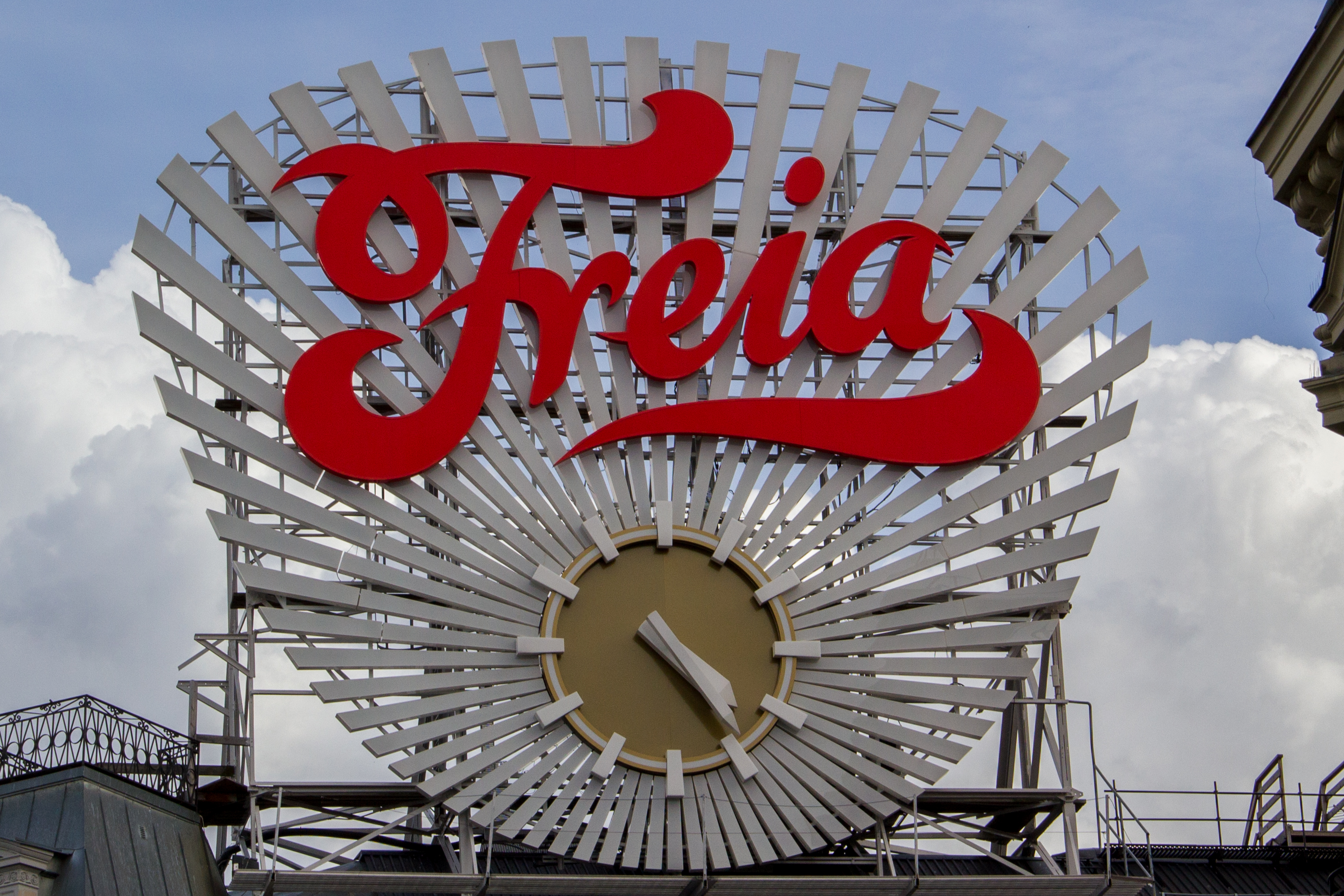
Die „Freia-Uhr“ auf einem Hausdach am Platz Egertorget in Oslo

Freia war Norwegens größter Hersteller von Schokolade und Schokoladenprodukten. 1993 wurde das Unternehmen vom US-amerikanischen Lebensmittelkonzern Kraft Foods (heute Mondelēz International) aufgekauft. Obwohl Freia anschließend rechtlich aufgelöst wurde und die Marken in Mondelēz aufgingen, agiert Mondelēz in Norwegen weiterhin unter dem Namen Freia.
Die Schokoladenfabrik wurde im Jahr 1889 in Oslo gegründet und im Jahr 1892 von dem Unternehmer Johan Throne Holst übernommen, unter dessen Führung sie schnell zum größten Schokoladenhersteller Norwegens und später Skandinaviens aufstieg.
Vor dem Hintergrund des großen geschäftlichen Erfolges gründete die Inhaberfamilie Holst im Jahr 1916 die Schokoladenfabrik Marabou im schwedischen Sundbyberg vor den Toren Stockholms. Der Name Marabou wurde gewählt, da der Produktname Freia in Schweden bereits geschützt war und nicht verwendet werden durfte. Man wählte den Namen Marabou, da der Marabu der Wappenvogel des Freia-Logos war.
Im April 1993 erwarb der Lebensmittelkonzern Kraft Foods alle Aktienanteile an den Schwesterunternehmen Freia und Marabou. Seitdem werden sie als eigenständige Marken im Konzern weitergeführt. Die Produktionsstätten in Norwegen und Schweden blieben erhalten.

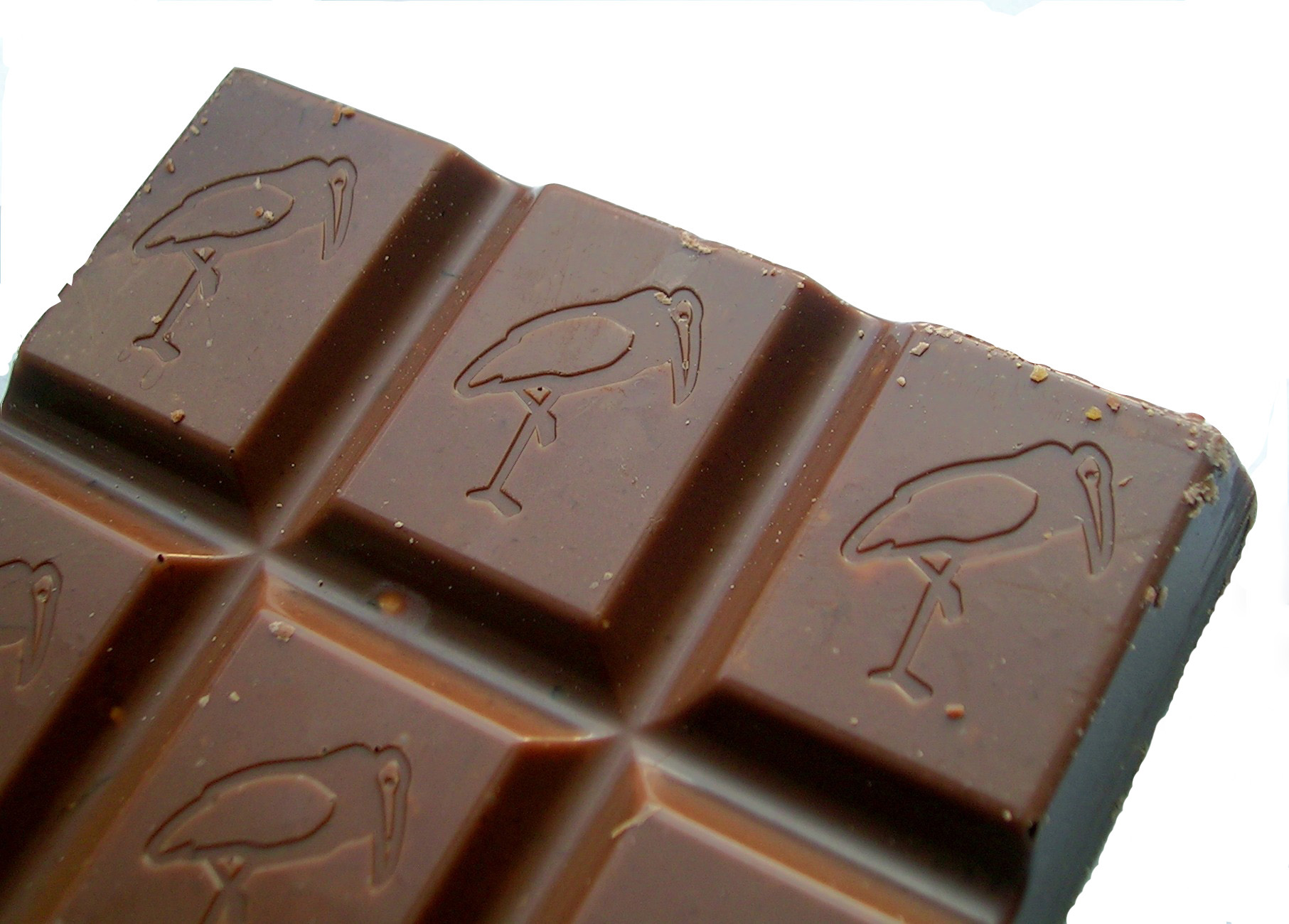
Der stilisierte Marabu auf der Schokolade

Freia-Produkte werden ausschließlich in Norwegen und Teilen Skandinaviens vertrieben, während teilweise identische Marabou-Produkte auch in Mitteleuropa erhältlich sind.
Bekannte Freia Produkte sind:
- Freia Melkesjokolade  (Milchschokolade)
- Kvikk Lunsj (vergleichbar dem Schokoriegel Kitkat)
- Smil (Milchschokolade mit weichem Toffee)
- Krokanrull (Krokantrolle)
- Lohengrin (Schokoriegel, vertrieben seit 1911)

sowie weitere Schokoladensorten mit unterschiedlichen Geschmacksrichtungen und in verschiedenen Aufmachungen.